# Christina Aguilera-diszkográfia
Christina Aguilera amerikai énekesnőnek hét stúdióalbuma, két középlemeze, és harminchárom kislemeze jelent meg. Eddigi kiadványai mind az RCA Records gondozásában kerültek piacra. Aguilera karrierje során több mint 50 millió albumot és kislemezt adott el világszerte.
Szólókarrierje 1998-ban kezdődött, mikor a Mulan című Disney rajzfilm soundtrack albumáról megjelent első önálló maxilemeze, a Reflection című dal.
Ezt követően 1999-ben adta ki első debütáló albumát amely Christina Aguliera címet kapta. A felvétel a Billboard 200 album slágerlistán csúcshelyezést ért el. A lemezről megjelent maxik közül három, a Ginie in a Bottle, a What a Girl Wants, és Come On Over Baby (All I Want Is You) is listavezető lett az Egyesült Államokban. Köszönhetően az album kereskedelmi sikerének egy évvel később a felvételből egy spanyol nyelvű verzió is készült, illetve még ugyanebben az évben egy teljesen új karácsonyi album is kiadásra került My Kind Of Christmas címmel.
Következő Stripped című stúdióalbumával Aguilera ismét világsikert ért el. Napjainkig az albumból több mint 13 millió példány kelt el világszerte. A felvételről öt maxi jelent meg, ezek közül a leghíresebbek a Dirrty, a Beautiful, valamint a The Voice Within mind kiválóan szerepeltek a slágerlistákon.
Ötödik albuma, a jazz, illetve blues elemeket tartalmazó Back to Basics 2006-ban jelent meg. Három híresebb maxi került kiadásra az albumról az Ain't No Other Man, a Hurt, valamint a Candyman.
2010-ben Aguilera hosszú szünet után újabb nagylemezt jelentetett meg, amely a Bionic címet kapta. Az elektronikus zenei elemeket és egy sor közreműködő zenészt felvonultató album végül kereskedelmileg rosszul teljesített, a felvételről megjelent kislemezekkel együtt. Magyar szempontból az album érdekessége, hogy a Woohoo második kislemez Kovács Kati előadóművész Add már uram az esőt című számából is tartalmaz egy részletet.
Még ugyanebben az évben Aguilera Cher mellett a Díva című zenés mozifilmben is megjelent mint főszereplő. A filmben hallható dalokból egy album is készült Burlesque címmel, amelyen Christina nyolc szám készítéséhez járult hozzá. Később a nyolc dalból kettő, a Show Me How You Burlesque és az Express című felvételek, promóciós lemezként is kiadásra kerültek. A Burlesque filmzenéből napjainkig több mint fél millió példány kelt el, ezzel aranylemez lett az Egyesült Államokban.
Legújabb stúdióalbuma Lotus címmel 2012 novemberében jelent meg. Két kislemez jelent meg a felvételről a Your Body, valamint a Just a Fool című dal.
Magyarországon a MAHASZ hivatalos rádiós slágerlistáján eddig hat saját száma és két közreműködése jelent meg, ebből a Maroon 5 együttessel közösen rögzített Moves Like Jagger listavezető lett. Nagylemezei közül a Back to Basics, és a Stripped albuma is platina minősítést szerzett.

## Albumok

### Stúdióalbumok
| Év   | Album                                               | Listás helyezések | Listás helyezések | Listás helyezések | Listás helyezések | Listás helyezések | Listás helyezések | Listás helyezések | Listás helyezések | Listás helyezések | Listás helyezések | Minősítések és eladások |
| Év   | Album                                               | US                | AUS               | AUT               | CAN               | GER               | IRE               | NLD               | SWI               | UK                | HUN               | Minősítések és eladások |
| ---- | --------------------------------------------------- | ----------------- | ----------------- | ----------------- | ----------------- | ----------------- | ----------------- | ----------------- | ----------------- | ----------------- | ----------------- | ----------------------- |
| 1999 | Christina Aguilera - Formátumok: CD, kazetta        | 1                 | 21                | 15                | 1                 | 13                | 10                | 21                | 5                 | 14                | -                 | - US: 8,207,000         |
| 2000 | Mi reflejo - Formátumok: CD, kazetta                | 27                | -                 | -                 | -                 | -                 | -                 | -                 | -                 | -                 | -                 | - US: 480,000           |
| 2000 | My Kind of Christmas - Formátumok: CD, kazetta      | 28                | -                 | -                 | -                 | -                 | -                 | -                 | -                 | -                 | -                 | - US: 963,000           |
| 2002 | Stripped - Formátumok: CD, kazetta                  | 2                 | 7                 | 10                | 3                 | 6                 | 2                 | 3                 | 9                 | 2                 | 39                | - UK: 1,850,852         |
| 2006 | Back to Basics - Formátumok: CD, digitális letöltés | 1                 | 1                 | 1                 | 1                 | 1                 | 1                 | 1                 | 1                 | 1                 | 3                 | - US: 1,700,000         |
| 2010 | Bionic - Formátumok: CD, digitális letöltés         | 3                 | 3                 | 3                 | 3                 | 6                 | 4                 | 6                 | 2                 | 1                 | 12                | - US: 300,000           |
| 2012 | Lotus - Formátumok: CD, digitális letöltés          | 7                 | 19                | 13                | 7                 | 13                | 29                | 12                | 10                | 28                | 17                | - US:182.000            |

### Filmzenealbumok
| Év   | Album                                          | Listás helyezések | Listás helyezések | Listás helyezések | Listás helyezések | Listás helyezések | Listás helyezések | Listás helyezések | Listás helyezések | Listás helyezések | Listás helyezések | Minősítések és eladások |
| Év   | Album                                          | US                | AUS               | AUT               | CAN               | GER               | IRE               | NLD               | SWI               | UK                | HUN               | Minősítések és eladások |
| ---- | ---------------------------------------------- | ----------------- | ----------------- | ----------------- | ----------------- | ----------------- | ----------------- | ----------------- | ----------------- | ----------------- | ----------------- | ----------------------- |
| 2010 | Burlesque - Formátumok: CD, digitális letöltés | 18                | 2                 | 5                 | 16                | 12                | -                 | 78                | 8                 | 27                | -                 | - CAN: Arany            |

### Demófelvételek
| Cím          | Album                              |
| ------------ | ---------------------------------- |
| Just Be Free | - Formátum: CD, digitális letöltés |

### Válogatások/Középlemezek
| Cím                | Album                              |
| ------------------ | ---------------------------------- |
| Justin & Christina | - Formátum: CD, digitális letöltés |

| Év   | Album                                                                        | Listás helyezések | Listás helyezések | Listás helyezések | Listás helyezések | Listás helyezések | Listás helyezések | Listás helyezések | Listás helyezések | Listás helyezések | Listás helyezések | Minősítések és eladások |
| Év   | Album                                                                        | US                | AUS               | AUT               | CAN               | GER               | IRE               | NLD               | SWI               | UK                | HUN               | Minősítések és eladások |
| ---- | ---------------------------------------------------------------------------- | ----------------- | ----------------- | ----------------- | ----------------- | ----------------- | ----------------- | ----------------- | ----------------- | ----------------- | ----------------- | ----------------------- |
| 2008 | Keeps Gettin’ Better – A Decade of Hits - Formátumok: CD, digitális letöltés | 9                 | 8                 | 10                | 12                | 20                | 9                 | 28                | 14                | 10                | 35                | - UK: Arany             |

## Kislemezek

### Szólókislemezek
| Év                                                                          | Cím                                                               | Listás helyezések | Listás helyezések | Listás helyezések | Listás helyezések | Listás helyezések | Listás helyezések | Listás helyezések | Listás helyezések | Listás helyezések | Listás helyezések | Minősítések      | Album                                   |
| Év                                                                          | Cím                                                               | US                | AUS               | AUT               | CAN               | GER               | IRE               | NLD               | SWI               | UK                | HUN               | Minősítések      | Album                                   |
| --------------------------------------------------------------------------- | ----------------------------------------------------------------- | ----------------- | ----------------- | ----------------- | ----------------- | ----------------- | ----------------- | ----------------- | ----------------- | ----------------- | ----------------- | ---------------- | --------------------------------------- |
| 1998                                                                        | "Reflection"                                                      | -                 | -                 | -                 | -                 | -                 | -                 | -                 | -                 | -                 | -                 |                  | Mulan                                   |
| 1999                                                                        | "Genie in a Bottle"                                               | 1                 | 2                 | 1                 | 1                 | 2                 | 2                 | 2                 | 2                 | 1                 | -                 | - SWI: Arany     | Christina Aguilera                      |
| 1999                                                                        | "What a Girl Wants"                                               | 1                 | 5                 | 22                | 5                 | 18                | 7                 | 9                 | 17                | 3                 | -                 | - AUS: Arany     | Christina Aguilera                      |
| 1999                                                                        | "The Christmas Song"                                              | 18                | -                 | -                 | 22                | -                 | -                 | -                 | -                 | -                 | -                 |                  | My Kind of Christmas                    |
| 2000                                                                        | "I Turn to You"                                                   | 3                 | 40                | -                 | 10                | 65                | 17                | 40                | 30                | 19                | -                 |                  | Christina Aguilera                      |
| 2000                                                                        | "Come On Over Baby (All I Want Is You)"                           | 1                 | 9                 | 35                | 14                | 27                | 9                 | 6                 | 21                | 8                 | -                 | - AUS: Platina   | Christina Aguilera                      |
| 2001                                                                        | "Nobody Wants to Be Lonely" (duett Ricky Martin közreműködésével) | 13                | 8                 | 13                | 6                 | 5                 | 12                | 3                 | 2                 | 4                 | -                 | - SWI: Arany     | Sound Loaded                            |
| 2001                                                                        | "Pero Me Acuerdo de Ti"                                           | -                 | -                 | -                 | -                 | -                 | -                 | -                 | -                 | -                 | -                 |                  | Mi reflejo                              |
| 2001                                                                        | "Falsas Esperanzas"                                               | -                 | -                 | -                 | -                 | -                 | -                 | -                 | -                 | -                 | -                 |                  | Mi reflejo                              |
| 2001                                                                        | "Lady Marmalade" (Lil Kim, Maya, és Pink közreműködésével)        | 1                 | 1                 | 3                 | 17                | 1                 | 1                 | 2                 | 1                 | 1                 | -                 | - UK: Arany      | Moulin Rouge!                           |
| 2002                                                                        | "Dirrty"                                                          | 48                | 4                 | 5                 | 5                 | 4                 | 1                 | 2                 | 3                 | 1                 | -                 | - SWI: Arany     | Stripped                                |
| 2002                                                                        | "Beautiful"                                                       | 2                 | 1                 | 5                 | 1                 | 4                 | 1                 | 2                 | 7                 | 1                 | 6                 | - AUS: Platina   | Stripped                                |
| 2003                                                                        | "Fighter"                                                         | 20                | 5                 | 12                | 3                 | 13                | 4                 | 5                 | 11                | 3                 | -                 | - AUS: Arany     | Stripped                                |
| 2003                                                                        | "Can't Hold Us Down" (feat. Lil Kim)                              | 12                | 5                 | 13                | 20                | 9                 | 5                 | 10                | 11                | 6                 | -                 | - AUS: Arany     | Stripped                                |
| 2003                                                                        | "The Voice Within"                                                | 33                | 8                 | 7                 | 10                | 13                | 4                 | 6                 | 3                 | 9                 | 8                 |                  | Stripped                                |
| 2004                                                                        | "Car Wash" (feat. Missy Elliott)                                  | 63                | 2                 | 11                | -                 | 6                 | 5                 | 3                 | 5                 | 4                 | -                 | - AUS: Arany     | Shark Tale                              |
| 2006                                                                        | "Ain't No Other Man"                                              | 6                 | 6                 | 7                 | 4                 | 5                 | 3                 | 11                | 5                 | 2                 | 3                 | - CAN: 2xPlatina | Back to Basics                          |
| 2006                                                                        | "Hurt"                                                            | 19                | 9                 | 2                 | 28                | 2                 | 6                 | 2                 | 1                 | 11                | 5                 | - SWI: Arany     | Back to Basics                          |
| 2007                                                                        | "Candyman"                                                        | 25                | 2                 | 14                | 9                 | 11                | 12                | 12                | 11                | 17                | 3                 | - CAN: Arany     | Back to Basics                          |
| 2007                                                                        | "Slow Down Baby"                                                  | -                 | 21                | -                 | -                 | -                 | -                 | -                 | -                 | -                 | -                 |                  | Back to Basics                          |
| 2007                                                                        | "Oh Mother"                                                       | -                 | -                 | 23                | -                 | 18                | -                 | -                 | 79                | -                 | -                 |                  | Back to Basics                          |
| 2008                                                                        | "Keeps Gettin' Better"                                            | 7                 | 26                | 15                | 4                 | 14                | 14                | -                 | 21                | 14                | -                 |                  | Keeps Gettin’ Better – A Decade of Hits |
| 2010                                                                        | "Not Myself Tonight"                                              | 23                | 22                | 26                | 11                | 24                | -                 | 18                | 42                | 12                | -                 |                  | Bionic                                  |
| 2010                                                                        | "Woohoo" (feat. Nicki Minaj)                                      | 79                | -                 | -                 | 46                | -                 | -                 | -                 | -                 | 148               | -                 |                  | Bionic                                  |
| 2010                                                                        | "You Lost Me"                                                     | 119               | -                 | -                 | -                 | -                 | -                 | -                 | -                 | 153               | -                 |                  | Bionic                                  |
| 2012                                                                        | "Your Body"                                                       | 34                | 59                | 19                | 10                | 29                | 46                | 65                | 22                | 16                | 23                |                  | Lotus                                   |
| 2012                                                                        | "Just a Fool" (feat. Blake Shelton)                               | 71                | -                 | -                 | 37                | -                 | -                 | -                 | -                 | -                 | -                 |                  | Lotus                                   |
| Magyar listás helyezések a Mahasz Rádiós Top 40-ben elért eredmény alapján. |                                                                   |                   |                   |                   |                   |                   |                   |                   |                   |                   |                   |                  |                                         |

### Kislemezek közreműködőként
| Év                                                                          | Cím                                                       | Listás helyezések | Listás helyezések | Listás helyezések | Listás helyezések | Listás helyezések | Listás helyezések | Listás helyezések | Listás helyezések | Listás helyezések | Listás helyezések | Minősítések       | Album          |
| Év                                                                          | Cím                                                       | US                | AUS               | AUT               | CAN               | GER               | IRE               | NLD               | SWI               | UK                | HUN               | Minősítések       | Album          |
| --------------------------------------------------------------------------- | --------------------------------------------------------- | ----------------- | ----------------- | ----------------- | ----------------- | ----------------- | ----------------- | ----------------- | ----------------- | ----------------- | ----------------- | ----------------- | -------------- |
| 2004                                                                        | "Tilt Ya Head Back"(Nelly feat. Christina Aguilera)       | 58                | 5                 | 42                | -                 | 27                | 12                | 16                | 16                | 5                 | -                 | - AUS: Platina    | Sweat          |
| 2005                                                                        | "A Song for You"(Herbie Hancock feat. Christina Aguilera) | -                 | -                 | -                 | -                 | -                 | -                 | -                 | -                 | -                 | -                 |                   | Possibilites   |
| 2006                                                                        | "Tell Me"(Diddy feat. Christina Aguilera)                 | 47                | 13                | 19                | -                 | 5                 | 8                 | 13                | 7                 | 8                 | -                 |                   | Press Play     |
| 2011                                                                        | "Moves Like Jagger"(Maroon 5 feat. Christina Aguilera)    | 1                 | 2                 | 1                 | 1                 | 2                 | 1                 | 1                 | 5                 | 2                 | 1                 | - CAN: 7× Platina | Hands All Over |
| 2012                                                                        | "Feel This Moment"(Pitbull feat. Christina Aguilera)      | 8                 | 6                 | 2                 | 4                 | 9                 | 13                | 6                 | 7                 | 5                 | 9                 | - GER: Arany      | Global Warming |
| Magyar listás helyezések a Mahasz Rádiós Top 40-ben elért eredmény alapján. |                                                           |                   |                   |                   |                   |                   |                   |                   |                   |                   |                   |                   |                |

## Promóciós lemezek
| Cím                            | Év   | Album                |
| ------------------------------ | ---- | -------------------- |
| "Christmas Time"               | 2000 | My Kind of Christmas |
| "Just Be Free"                 | 2001 | Just Be Free         |
| "Hello (Follow Your Own Star)" | 2004 | Nem került albumra   |
| "I Hate Boys"                  | 2010 | Bionic               |
| "Show Me How You Burlesque"    | 2010 | Burlesque            |
| "Express"                      | 2010 | Burlesque            |

## DVD-k[62]
- 2003: Christina Aguilera - My Reflection
- 2004: Christina Aguilera - Stripped Live In The U.K.
- 2005: Christina Aguilera - Genie Gets Her Wish
- 2007: Back To Basics Live And Down Under
- 2010: Christina Aguilera -The Girl Next Door
- 2010: Christina Aguilera-Live

## Videóklipek
| Cím                                                               | Év   | Rendező                               |
| ----------------------------------------------------------------- | ---- | ------------------------------------- |
| "Reflection"                                                      | 1998 | Tony Bancroft                         |
| "Genie in a Bottle"                                               | 1999 | Diane Martel                          |
| "Genio Atrapado"                                                  | 1999 | Diane Martel                          |
| "What a Girl Wants"                                               | 1999 | Diane Martel                          |
| "The Christmas Song"                                              | 1999 | Doug Biro, Clare Davies               |
| "I Turn to You"                                                   | 2000 | Joseph Kahn                           |
| "Por Siempre Tú"                                                  | 2000 | Joseph Kahn                           |
| "Come on Over Baby (All I Want Is You)"                           | 2000 | Paul Hunter                           |
| "Ven Conmigo (Solamente Tú)"                                      | 2000 | Paul Hunter                           |
| "Pero Me Acuerdo De Tí"                                           | 2000 | Kevin G. Bray                         |
| "Christmas Time"                                                  | 2000 | Lawrence Jordan                       |
| "Nobody Wants to Be Lonely" (duett Ricky Martin közreműködésével) | 2001 | Wayne Isham                           |
| "Falsas Esperanzas"                                               | 2001 | Lawrence Jordan                       |
| "Lady Marmalade" (közreműködik Pink, Lil' Kim & Mýa)              | 2001 | Paul Hunter                           |
| "What's Going On"                                                 | 2001 | Jake Scott                            |
| "Dirrty" (featuring Redman)                                       | 2002 | David LaChapelle                      |
| "Beautiful"                                                       | 2002 | Jonas Åkerlund                        |
| "Fighter"                                                         | 2003 | Floria Sigismondi                     |
| "Can't Hold Us Down" (featuring Lil' Kim)                         | 2003 | David LaChapelle                      |
| "The Voice Within"                                                | 2003 | David LaChapelle                      |
| "Car Wash" (featuring Missy Elliott)                              | 2004 | Rich Newey                            |
| "Tilt Ya Head Back" (Nelly video)                                 | 2004 | Little X                              |
| "Ain't No Other Man"                                              | 2006 | Bryan Barber                          |
| "Hurt"                                                            | 2006 | Floria Sigismondi, Christina Aguilera |
| "Tell Me" (Diddy video)                                           | 2006 | Erik White                            |
| "Candyman"                                                        | 2007 | Matthew Rolston, Christina Aguilera   |
| "Oh Mother"                                                       | 2007 | Hamish Hamilton, Jamie King           |
| "Save Me from Myself"                                             | 2008 | Christina Aguilera, Linda Perry       |
| "Keeps Gettin' Better"                                            | 2008 | Peter Berg                            |
| "Not Myself Tonight"                                              | 2010 | Hype Williams                         |
| "You Lost Me"                                                     | 2010 | Anthony Mandler                       |
| "Moves Like Jagger" (Maroon 5 video)                              | 2011 | Jonas Åkerlund                        |
| "Your Body"                                                       | 2012 | Melina Matsoukas                      |
| "Feel This Moment"                                                | 2013 | David Rousseau                        |

## Egyéb duettek
- Andrea Bocelli - Somos Novios. Előadták egyszer San Remóban 2006. február 4-én
- Dr. John - Merry Christmas, Baby
- Elton John - Bennie and the Jets. Fashion Rocks show 2006
- Enrique Iglesias - Celebrate the Future. The Superbowl 2000
- Fred Durst - Come On Over + Livin' It Up. MTV Video Awards Show 2000
- Herbie Hancock - A Song for You. Ellen DeGeneres show; Grammy Awards 2006
- Keizo Nakanishi - All I Wanna Do
- Lil Bow Wow - Christmas Time
- Lil Kim - Can't Hold Us Down
- Maroon 5 - "Moves Like Jagger"
- Missy Elliot - Car Wash
- Mya - Lady Marmalade
- Nelly - Tilt Ya Head Back. MTV VMA 2004
- Pink - Lady Marmalade
- P. Diddy - Tell Me
- Rebecca Ferguson - "Beautiful" - X Factor 7. évadán belül
- Ricky Martin - Nobody Wants to Be Lonely. Háromszor adták elő élőben, egyszer a Top of the Popson 2001 januárjában.
- Redman - Dirrty
- Tony Bennett - Steppin' Out. NBC special; 59th Emmy Awards 2007 + még egyszer tv showban
- Madonna - Like a Virgin. Hollywood MTV VMA 2003
- Britney Spears - Like a Virgin. Hollywood MTV VMA 2003
- Sting - Live at Men Strike Back 2000 (akikkel együtt énekeltek: Sisqo, Backstreet Boys, Enrique Iglesias, D'Angelo, Tom Jones)
- Mick Jagger - A Shine a Light 2006 koncerten a Live With ME c. számban